# Wapen van Drogeham

Wapen van Drogeham

Het wapen van Drogeham is het dorpswapen van het Nederlandse dorp Drogeham, in de Friese gemeente Achtkarspelen. Het wapen werd in 2000 geregistreerd.

## Beschrijving
De blazoenering van het wapen luidt als volgt:
In blauw een gouden punt, beladen met een groene boom, staande op een groene grond; de stam ter weerszijden vergezeld van een rood flesje; de boom in de kruin beladen met een gouden kroon met drie bladen; de gouden punt ter rechterzijde vergezeld van een klok en ter linkerzijde van een aanziende koeienkop, beide van goud.
De heraldische kleuren zijn: azuur (blauw), goud (geel), sinopel (groen) en keel (rood).

## Symboliek
- Gouden punt: verwijzing naar de ligging van Drogeham op een droge zandtong (ham).[3]
- Boom: symbool voor de brink welke in het dorp gelegen was.[3]
- Rode flesjes: attributen van de heilige Walburga, patroonheilige van de plaatselijke Walburgakerk.[3]
- Kroon: eveneens een attribuut van de heilige Walburga.[3]
- Klok: verwijst naar het klooster Buweklooster ten oosten van het dorp waar een klokkenstoel geplaatst is.[3]
- Koeienkop: symbool voor een zogenaamde "Droegehamster", een niet al te vette koe.[4]

## Zie ook

Vlag van Drogeham